# Niklot Klüßendorf
Niklot Klüßendorf (* 10. Februar 1944 in Hamburg) ist ein deutscher Archivar, Historiker und Numismatiker.

## Leben
Nach dem Studium von Geschichte, Historischen Hilfswissenschaften, Anglistik und Volkskunde an der Universität Münster trat Klüßendorf 1972 in den Archivdienst ein, zunächst in Detmold. Bis 1980 blieb er Archivar, seit 1974 tätig am Hessischen Staatsarchiv Marburg und als Dozent, von 1980 bis 1999 als Lehrbeauftragter, an der Archivschule Marburg. Von 1980 bis 2006 war er als Akademischer Oberrat am Hessischen Landesamt für geschichtliche Landeskunde in Marburg mit dem Aufgabengebiet der „Landesnumismatik“ tätig (besonders Fundmünzenbearbeitung). 1986 habilitierte er sich für dieses Fach. 1992 wurde er außerplanmäßiger Professor für Numismatik und Geldgeschichte an der Philipps-Universität Marburg, an der er von 1980 bis 2010, anfangs als Lehrbeauftragter, später als Privatdozent bzw. außerplanmäßiger Professor, wirkte.
Klüßendorf war von 1980 bis 2006 Vertreter des Landes Hessen in der Numismatischen Kommission der Länder in der Bundesrepublik Deutschland und von 1991 bis 1999 deren Zweiter Vorsitzender. Er ist Mitglied mehrerer Historischer Kommissionen, darunter der von ihm 1990 mitgegründeten Historischen Kommission für Mecklenburg. Seine wissenschaftliche Leistung wurde 1996 mit dem Ehrenpreis der Gesellschaft für Internationale Geldgeschichte und 2003 mit der Carl-Friedrich-Gauß-Medaille der Braunschweigischen Wissenschaftlichen Gesellschaft ausgezeichnet. Hervorzuheben ist sein Engagement für die deutsche Einheit, nicht nur im engeren Bereich seiner Fächer. In diesem Zusammenhang steht seine Auszeichnung mit dem Bundesverdienstkreuz 1. Klasse (2007).
Weithin Beachtung fanden die von Klüßendorf unter anderem 1992 formulierten pragmatischen Bedenken gegen das Schatzregal, mit dem die meisten Bundesländer das Eigentum an Bodenfunden in Abweichung vom Bürgerlichen Gesetzbuch beanspruchen. Seit 2002 arbeitet Klüßendorf in ICOMON, dem International Committee of Money and Banking Museums, im Rahmen des Internationalen Museumsrats (ICOM) mit und engagierte sich besonders durch Vorträge auf den Jahrestagungen in China (2002, 2010), Südkorea (2004) und den Niederlanden (2008).

## Schriften (Auswahl)
Der wissenschaftliche Schwerpunkt von Klüßendorf ist die Erforschung der Münz- und Geldgeschichte des Mittelalters und der Neuzeit, wobei viele der zahlreichen Arbeiten Klüßendorfs durch intensive Auswertung archivalischer Quellen und die Einbindung in die geschichtliche Landeskunde geprägt sind. Herausragendes Merkmal seiner wissenschaftlichen Konzeption ist die Integration der Numismatik in die Allgemeine Geschichte. Um 2017 löste er sich von seinem engeren Fach, übertrug seine umfangreiche Spezialbibliothek einem Fachauktionator in Osnabrück, um sich neuen Themen der Landesgeschichte und ihrer Nachbarfächer zuzuwenden, mit Schwerpunkten (neben Hessen und Mecklenburg besonders Thüringen) sowie der deutschen Zeitgeschichte zwischen 1914 und 1923.
Die Dissertation galt Studien zu Währung und Wirtschaft am Niederrhein vom Ausgang der Periode des regionalen Pfennigs bis zum Münzvertrag von 1357 (Bonn 1974). Die Habilitationsschrift erschien bereits 1984 unter dem Titel Papiergeld und Staatsschulden im Fürstentum Waldeck 1848–1890.
- Der Aachener Wechslerprozess. Städtische Münzpolizei und Devisenschmuggler im Spätmittelalter. Numismatischer Verlag Schulten, Frankfurt am Main 1975, ISBN 3-921302-11-0.
- Die Münzfundpflege im Lande Hessen. Eine Einführung in Aufgaben und Arbeitsweise (= Archäologische Denkmäler in Hessen. Bd. 26). Landesamt für Denkmalpflege Hessen, Wiesbaden 1982; 2. Auflage: Archäologische und Paläontologische Denkmalpflege im Landesamt für Denkmalpflege Hessen, Wiesbaden 1993.
- Der Heller in Hessen. Numismatische Fundhorizonte des Hoch- und Spätmittelalters (= Archäologische Denkmäler in Hessen. Bd. 119). Abt. Archäologische und Paläontologische Denkmalpflege im Landesamt für Denkmalpflege Hessen, Wiesbaden 1995.
- Numismatik und Geldgeschichte. In: Toni Diederich, Joachim Oepen (Hrsg.): Historische Hilfswissenschaften. Stand und Perspektiven der Forschung. Böhlau, Köln/Weimar/Wien 2005, ISBN 3-412-12205-X, S. 107–154.
- Münzfundbericht des Hessischen Landesamtes für geschichtliche Landeskunde Marburg, Nr. 9: 1997 bis 2005 (= Fundberichte aus Hessen. Bd. 41). Habelt, Bonn 2006, Teilband 2, ISBN 3-7749-3115-1.
- Münzkunde. Basiswissen (= Hahnsche Historische Hilfswissenschaften. Bd. 5). Verlag Hahnsche Buchhandlung, Hannover 2009, ISBN 978-3-7752-6135-7; Neubearbeitung als Numismatik und Geldgeschichte. Basiswissen für Mittelalter und Neuzeit. Verlag Hahnsche Buchhandlung, Peine 2015, ISBN 978-3-7752-5968-2. Digitalisat.
- Kleine Münz- und Geldgeschichte von Hessen in Mittelalter und Neuzeit (= Veröffentlichungen der Historischen Kommission für Hessen. Bd. 18,2). Historische Kommission für Hessen, Marburg 2012, ISBN 978-3-942225-16-8.
- Das Notgeld der Stadt Melsungen seit 1917. „Behelf“ und „Ware“ als zwei Seiten der Medaille (= Schriften des Hessischen Staatsarchivs Marburg. Bd. 31). Marburg 2016, ISBN 978-3-88964-216-5.
- Schlechte Zeiten für Sperlinge. „Schadvogelbekämpfung“ in Nordhessen vom 18. Jahrhundert bis zum Zweiten Weltkrieg. In: Ornithologische Mitteilungen 68, 2016, H. 5/6, S. 163–214. ISSN 0030-5723.
- Geld ist überall! Grenzen und Möglichkeiten der Numismatik und Geldgeschichte für Mittelalter und Neuzeit im deutschen Hochschulwesen. In: Numismatik lehren in Europa, hrsg. von Reinhard Wolters u. Martin Ziegert (= Veröffentlichungen des Instituts für Numismatik und Geldgeschichte, Bd. 19), Wien 2017, S. 37–73, ISBN 978-3-9501987-9-9.
- Werbung für die Mission der Jesuiten in China. Pater Martino Martini zu Gast bei Landgraf Ernst I. von Hessen-Rheinfels (1654). In: Herold-Jahrbuch, N. F. 22, 2017, S. 101–153, ISSN 1432-2773.